# Teresa Stratas
Teresa Stratas, született Anastasia Stratakis (Oshawa, 1938. május 26.–) kanadai görög származású opera-énekesnő (szoprán). Nagy hírnevet szerzett Alban Berg Lulujának címszerepével.

## A kezdetek, pályafutása
Bevándorló krétai családban született, az Ontario-i Toronto közelében. 13 évesen görög popdalokat adott elő egy rádióban. A Zeneművészeti Konzervatóriumban végzett Torontóban.
20 éves korában Giacomo Puccini Bohémélet négyfelvonásos operájában debütált a Toronto Operafesztiválon Mimì-ként. Egy évvel később, 1959-ben, nyert a Metropolitan Opera Nemzeti Tanács meghallgatásain, ugyanebben az évben a Metropolitan-ban szerepelt a Manon operában, Poussette-ként. Peggy Glanville-Hicks Nausicaa című művében játszotta el a címszerepet, az athéni Herod Atticus
Színházban 1961-ben szerepelt a Covent Garden-ben Mimi-ként, és 1962-ben debütált La Scala-ban Isabella-ként, Manuel de Falla Atlántida művében. Karrierjét a Metropolitan Opera-ban főszerepekkel folytatta, vezető operaházakban szerepelt szerte a világon, beleértve a Bolshoi, a Bécsi Állami, a Berlin-i, a Bajor Állami (München), Párizs-i és a San Francisco-i Operákban, valamint a Salzburgi Fesztiválon.
Gazdag repertoárja a következő szerepekből állt:
- Zerlina a Don Giovanni-ban,
- Despina a Così fan tutte-ban,
- Cherubino és Susanna a Figaro házasságában,
- Liù a Turandotban,
- Cio-Cio-San a Madama Butterfly-ban,
- Micaëla a Carmenben,
- Marguerite Faustban,
- címszereplő a La Périchole-ban,
- Juliska a Jancsi és Juliskában,
- Lisa a Csajkovszkij Pikk dámájában,
- A Zeneszerző  az Ariadne auf Naxos-ban,
- Antonia a Les Contes d'Hoffmann-ban,
- Mélisande a Pelléas et Mélisande-ban,
- Marenka a The Bartered Bride-ban,
- Desdemona az Otello-ban,
- Mme Lidoine a Dialogues des Carmélites-ben,
- címszerep a Salome-ban
- Jenny Smith szerepét játszotta a Rise and Fall of the City of Mahagonny című operában (amelyet John Dexter rendezett)
- nem utolsó sorban Marie Antoinette szerepét játszotta John Corigliano The Ghost of Versailles című filmjében.

Kötődik hozzá egy nagyon fura történet ami felvételen is fennmaradt. 1962 márciusában megjelent versenyzőként a CBS Game To Show The Truth játékában. Stratasnak és két másik versenyzőnek akik csak hasonmások voltak, meg kellett győzniük a zsűrit hogy ki az igazi Teresa Stratas. Senki sem tudta kitalálni, hogy ki az igazi operett énekesnő, így mind a három versenyző számára a legmagasabb 1000 dolláros díjat osztották ki, és mindegyikük kapott egy karton Salem cigarettát, mivel ez a márka a műsort szponzorálta.
Sokak szerint ő volt a század egyik legszebb énekesnője és színésznője.

## Karrierje kiemelkedő állomásai
Karrierje legfontosabb eseményei között szerepelt Sardulla szerepének megteremtése a Menotti rendezésében előadott The Last Savage (1964) amerikai premierjén.
1974-ben szerepelt Götz Friedrich Strauss Salome filmjében, a Bécsi Filharmonikusokkal, Karl Böhm vezetésével.
Pierre Boulez úgy döntött, hogy őt fogja megkérni, hogy énekelje és vállalja el a főszerepet a Lulu (Párizs, 1979) komplett változatának első előadásában, Friedrich Cerha rendezésében.
1981-ben Mimi szerepét játszotta a Bohémélet előadásban, a New York-i Metropolitan Opera helyszínén.
1989. szeptember 26-án négy szoprán szerepet is elénekelt: Puccini Trittico-jában, Giorgettát a Il tabarro-ban, Angelicát a Suor Angelica-ban és Laurettát a Gianni Schicchi-ben.
1991-ben megteremtette Marie Antoinette szerepét John Corigliano The Ghost of Versailles premierjén.
 Az 1994-es Met gála nyitóéjén elénekelte Nedda szerepét a Pagliacciban, közösen Luciano Pavarotti-val.
Harminchat éves karrierje során a Metropolitan Operában 385 előadásban jelent meg, 41 különböző szerepben. Az Operában leggyakrabban játszott szerepei között szerepel Liu a Turandotban (1961 és 1995 közötti 27 előadás), Nedda a Pagliacciban (27 előadás 1963 és 1994 között) és Mimì a Bohéméletben (26 előadás 1962 és 1982 között).
Legutóbbi előadása a társulatnál 1995. december 9-én volt Jenny szerepében, a Mahagonny városának felemelkedése és bukásá-ban. Az 1996–97-es szezonban betöltötte volna Marenka szerepét a The Bartered Bride újjáélesztésében, de a nyitó estét megelőzően visszavonult a produkcióból, majd később soha többé nem jelent meg a Metropolitan Operában.
Míg a Mahagonnyt próbálta 1979-ben, Stratas találkozott szerep első megformálójával, Lotte Lenya-val, aki Kurt Weill özvegye volt. Lenya át adta neki a korábban még nem publikált Weill dalok partícióit, amelyeket addig gyűjtött, amelyek közül néhányat Stratas később két albumon rögzített, az The Unknown Kurt Weill és a Stratas Sings Weill című albumokban.
Szerepelt számos film-adaptációban, köztük a Salome-ban (1974), az Amahl and the Night Visitors-ban (1978), a The Bartered Bride-ban (1975), a Pagliacci-ban (1982) és a La traviata-ban (1983).
1988-ban felvette Julie La Verne szerepét, Kern és a Hammerstein klasszikus zenei műsorában, a Show Boat-ban. Ez volt az első teljes felvétel, Robert Russell Bennett eredeti, 1927-es hangszerelésével és Oscar Hammerstein összes cenzúrázatlan dalszövegével. A kritikusok a Show Boat legszebb felvételeként ismerték el.
Az 1980-as években Stratas Kalkuttába utazott, együtt dolgozott Teréz Anyával egy árvaházban és a Kalighat Home for the Dying otthonban. Az 1990-es években egy román kórházba költözött, ahol ágyakat takarított, valamint a betegeket és haldokló árvákat gondozott.
2008. szeptember 25-én Teresa Stratas visszatért New York-ba, ahol egy interjút készített vele a Metropolitan Opera, ez volt az első nyilvános megjelenése több mint egy évtized után. Jelenleg Floridában él.

## Díjai és elismerései

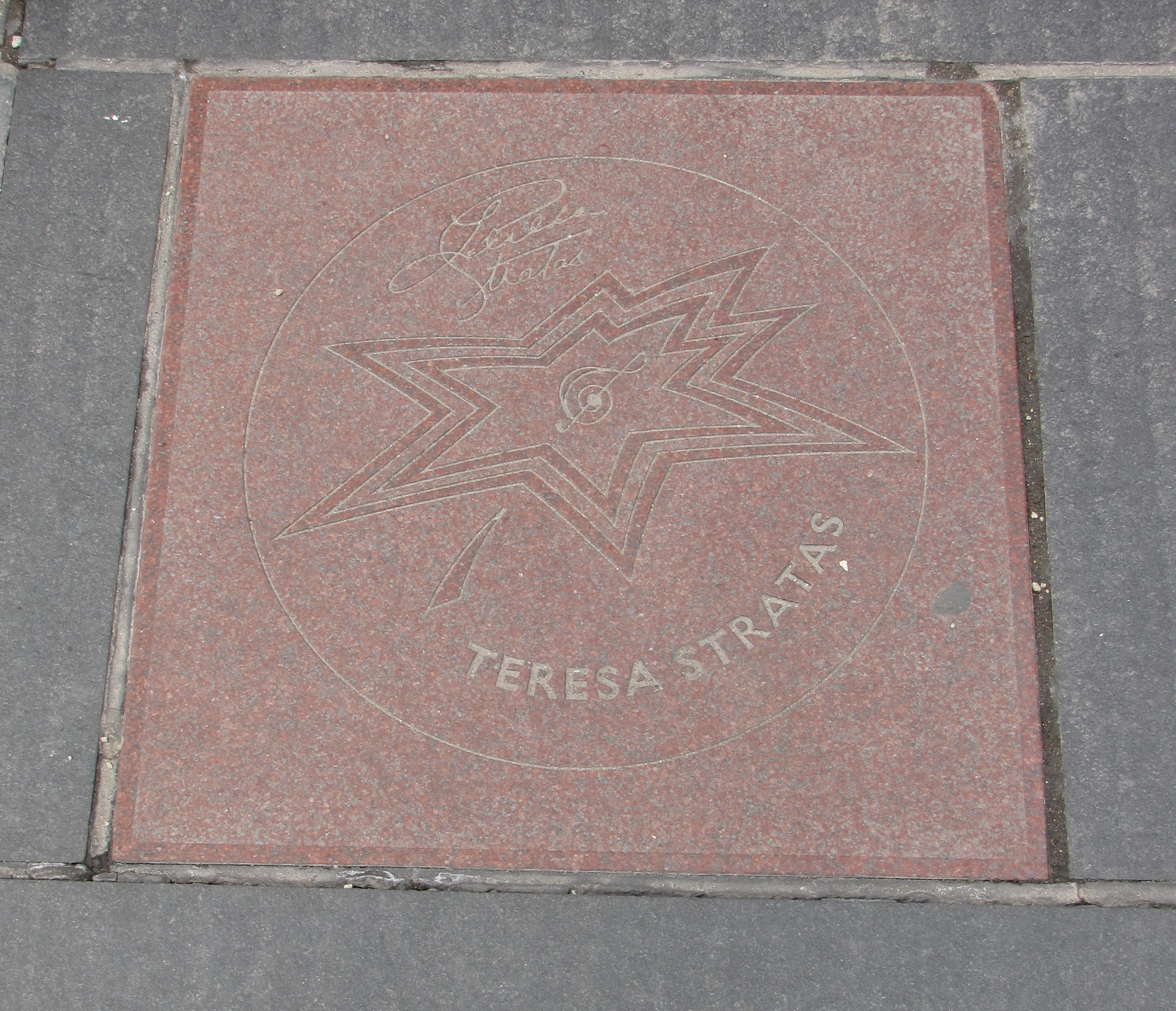
Stratas csillaga a kanadai Walk of Fame-en

- Grammy Awards és Grammy jelölések 
  - Grammy-díj a legjobb opera felvételért és Grammy-díj a legjobb klasszikus albumért Alban Berg Lulu – jához (1981)
  - Grammy-díj a legjobb opera felvételért Verdi La traviata című művéért (1984)
- Drama Desk-díj a kiemelkedő színésznőért – Zenés a rongyokért (1987)
- A Tony díjra jelöltje a legjobb vezető színésznőért a rongyok zenéjében (1987)
- A Kanada Rend tisztje (1972)
- Az év művésze a Kanadai Zenei Tanács díja (1980)
- Tiszteletbeli LL D ( McMaster Egyetem ) (1986)
- Tiszteletbeli LL ( Toronto Egyetem) (1994)
- Tiszteletbeli LL D ( Eastman Zeneiskola ) (1998)
- Tiszteletbeli D LITT ( York-i Egyetem ) (2000)
- A kormányzó előadóművészeti díja az egész életen át tartó művészeti teljesítményért (2000)
- Csillag a kanadai hírnév sétájában (2001)
- Albany 's Lulu MasterWorks címzettje (2005)

## Diszkográfia
- Alban Berg, Lulu, Stratas, Yvonne Minton, Hanna Schwarz, Franz Mazura, Kenneth Riegel, Robert Tear, Orpé de l'Opéra de Paris, cond. Pierre Boulez, Deutsche Grammophon, 1981
- Teresa Stratas – Az ismeretlen Kurt Weill, Nonesuch 79019
- Stratas Sings Weill, Nonesuch 79131
- Szeptember dalok: Kurt Weill zenéje, Sony Classical, 1997
- Verdi, Traviata . Stratas, Fritz Wunderlich, Hermann Prey . Vez. Giuseppe Patanè . Orfeo, 1965. Élő előadás.
- Peggy Glanville-Hicks: Nausicaa, Jelenetek az operaból. Stratas, Athén Szimfonikus Zenekar és Kórus
- Jerome Kern, <i id="mw-w">Csónak show</i> . Stratas, Frederica von Stade, Jerry Hadley és Lillian Gish. Ambrosian Chorus &amp; London Sinfonietta, vez. John McGlinn, EMI, 1988
- Lehár, Die lustig Witwe . Stratas, Kelemen Zoltán, Elizabeth Harwood, René Kollo, Werner Hollweg, Berliner Philharmoniker, vezető. Herbert von Karajan, Deutsche Grammophon, 1973
- Lehár, Der Zarewitsch . Stratas, Wiesław Ochman, Paul Esser, Lukas Ammann, Harald Juhnke és Birke Bruck. Symphonie-Orchester Kurt Graunke, vez. Willy Mattes, DVD, Deutsche Grammophon / Unitel Classica 00440 073 4314, 1973

## Filmográfia
- Giuditta (1970) – Stratas, Schock – F. Lehar operett (a film Németországban készült)
- Der Zarewitsch (1973) – Stratas, Ochman – F. Lehar operett (a film Németországban készült), rendező: Arthur Maria Rabenalt
- Salome (1974) – címszereplő, Karl Böhm, rendező: Götz Friedrich
- The Bartered Bride (1978) – Nicolai Gedda és Jon Vickers részvételével, rendező John Dexter
- Mahagonny városának felemelkedése és bukása (1979) – Astrid Varnay és Richard Cassilly, rendező: Dexter
- La bohème (1981) –  Mimì szerepében, José Carreras és Renata Scotto közreműködésével, rendező: Franco Zeffirelli
- Pagliacci (1982) – mint Nedda, Domingóval, rendező: Zeffirelli
- La traviata (1983) – Violettaként, Domingo és Cornell MacNeil közreműködésével, rendező: Zeffirelli
- Stratasphere: Teresa Stratas portré (1989) – dokumentumfilm
- Così fan tutte . Stratas, Edita Gruberová, Luis Lima, Ferruccio Furlanetto, Delores Ziegler, Bécsi Filharmonikusok, vez. Nikolaus Harnoncourt . Rendezte: Jean-Pierre Ponnelle . Deutsche Grammophon
- The Blasphemers' Banquet (1989)
- The Ghosts of Versailles (1991) – Stratas, Fleming, Horne, Hagegård, G. Quilico, berber, Met Opera, cond. James Levine . Rendezte: Colin Graham
- Under the Piano (1996) – Teresa Stratas, Amanda Plummer, Megan Follows. Rendezte Stefan Scaini
- A "kanadaiak" (1961) nyugati főszereplője Robert Ryan, mint Mountie, rendezője Burt Kennedy. Kanadában készült.